# Скоро кончится лето
«Скоро кончится лето» — комедийная драма режиссёра Яны Скопиной. Российская премьера фильма пройдет на Московском международном кинофестивале. В прокат в кинотеатрах фильм выйдет 27 октября.

## В ролях
- Алихан Абильдин - Баха

- Ольга Обумова - Берта

- Рамазан Ахмедов - Витька

- Ербол Семкулов - Ёж

- Виолетта Богданова - Танька

- Дина Жаныбекова - Айка

- Ержан Нурымбет - Ахан

- Алтынай Ногербек - Анар

- Диас Нурмет - Самат

- Нургиса Турсынбай - Ржавый

- Ескендир Арманулы - Дончик

- Бекзотбек Норматов - Думан

- Мусахан Жумаханов - Султан

- Динмухамед Абдуразаков - Серик

- Багжан Оралбай - Увалень

- Берик Бурмаков - Жандос

- Исламдияр Амангельдинов - Богомол

- Мухаммедалим Сахари - Мелкий

## Сюжет
Казахстан 1990 года. Шестнадцатилетний парнишка Баха живет в небольшом казахстанском городе и заканчивает школу. Впереди маячит выпускной и взрослая жизнь, а у Бахи есть тайное хобби. Он увлечен идеей гипноза. Баха пытается подражать известному целителю и экстрасенсу из телевизора - Аллану Чумаку, а также украдкой изучает спец литературу, сидя на подоконнике в туалете во время уроков. Отец Бахи воспитывает мальчика в строгости, а мать своей мягкостью делает жизнь Бахи чуть проще. Баха живет в одной комнате со старшим братом Саматом, который втихаря занимается записью и продажей аудиокассет. Гипноз и делишки с кассетами - маленькие тайны, которыми братья не делятся друг с другом. В жизни Бахи всё меняется, когда он совершенно случайно в окне соседского дома, видит голую девушку Берту. Баха влюбляется, и с этого момента все свои силы, направляет на завоевание польской красавицы двора.

## Факты о фильме
- В главных ролях снялись непрофессиональные актеры Алихан Абильдин, Ольга Обумова и Рамазан Ахмедов.
- Съемки проходили в 4 городах: Караганда, Темиртау, Мерке, Москва.
- Во время озвучания картины московская группа прилетела в Казахстан и стала свидетелями протестов 2022 года.
- Художественным руководителем фильма является Федор Бондарчук.

## Критика
Телеканал «Кино ТВ» дал рецензию фильм, в которой Екатерина Загвоздкина отметила: «Картина начинается с концерта Виктора Цоя в городе Алматы, заканчивается на следующий день после его смерти, 15 августа 1990 года. Это время — эпоха Цоя, точнее, самый её конец, но в фильме рассказана другая история. Один из героев, главарь дворовой шпаны, — копия Цоя. Название фильма — одновременно название песни группы «Кино».
Можно поругать фильм за наивность — сюжет незамысловатый, актёры будто и не стараются играть. Но картине про последнее лето детства и полагается быть чуточку наивной. Кроме того, прощание с личной эпохой зарифмовано с гибелью кумира, с распадом большой страны, которой осталось меньше двух лет. Из-за этого главное настроение фильма — не ностальгическое, но неуловимо грустное, предвкушение близкого конца».